# Мак, Райнхольд
Райнхольд Мак (нем. Reinhold Mack), также известный как просто Мак — немецкий музыкальный продюсер и звукоинженер, наиболее известный многолетним сотрудничеством с группами Electric Light Orchestra и Queen, с которыми он работал, в основном, в популярной студии Джорджио Мородера Musicland Studios в Мюнхене. В 1981 году вместе с музыкантами Queen номинировался на Грэмми в номинации «Продюсер года (неклассическая музыка)» за альбом The Game.
Третий сын Мака Джон Фредерик назван в честь Фредди Меркьюри и является крестником Меркьюри и басиста Queen Джона Дикона.
Мак упоминается в тексте песни Queen «Dragon Attack» с альбома The Game, который он продюсировал вместе с членами группы, в строчках: «Gonna use my stack/It's gotta be Mack».

## Избранная дискография
В качестве звукоинженера:
- Чеслав Немен (SBB): Strange Is This World (1972)
- Чеслав Немен (SBB): Ode to Venus (1973)
- Amos Key: First Key (1973)
- T.Rex: Zinc Alloy and the Hidden Riders of Tomorrow (1974)
- Deep Purple: Stormbringer (1974)
- Deep Purple: Come Taste the Band (1975)
- Electric Light Orchestra: Face the Music (1975)
- Electric Light Orchestra: A New World Record (1976)
- Sweet: Give Us a Wink! (1976)
- Electric Light Orchestra: Out of the Blue (1977)
- Electric Light Orchestra: Discovery (1979)
- Electric Light Orchestra: Xanadu (1980)
- Electric Light Orchestra: Time (1981)
- Brian May & Friends: Star Fleet Project (1983, Mini Album; mixed by Mack)
- Electric Light Orchestra: Balance of Power (1986)
- Queen: Live Magic (1986; recorded by Mack and David Richards)
- Queen: Live at Wembley '86 (1992; recorded by Mack)
- Queen: Queen on Fire - Live at the Bowl (2004; recorded by Mack)
- Queen: Queen Rock Montreal (2007; recorded by Mack)
- Rainbow: Rising (1976)
- Gordian: Madeka (2016)

В качестве продюсера или сопродюсера:
- Scorpions: Fly to the Rainbow (1974)
- The Rolling Stones: It's Only Rock 'n Roll (1974)
- Deep Purple: Come Taste the Band (1975)
- Рори Галлахер: Calling Card (1975)
- The Rolling Stones: Black and Blue (1976)
- Дэвид Ковердейл: White Snake (1977)
- Питер Стрейкер: Real Natural Man (1980)
- Queen: The Game (1980)
- Queen: Flash Gordon (1980)
- After the Fire: 80-f (1980)
- Sparks: Whomp That Sucker (1981)
- Билли Сквайер: Don't Say No (1981)
- After the Fire: Batteries Not Included (1982)
- Sparks: Angst in My Pants (1982)
- Queen: Hot Space (1982)
- Билли Сквайер: Emotions in Motion (1982)
- Queen: The Works (1984)
- Роджер Тейлор: Strange Frontier (1984)
- Meat Loaf: Bad Attitude (1984; produced by Meat Loaf, Paul Jacobs and Mack)
- Фредди Меркьюри: Mr. Bad Guy (1985)
- BAP: Ahl Männer, aalglatt (1986)
- Queen: A Kind of Magic (1986)
- Extrabreit: Sex after three years in a submarine (1987)
- Heavy Pettin: Lettin Loose (1987; produced by Brian May and Mack)
- Michael White: Michael White (1987)
- Extreme: Extreme (1989)
- Bonfire: Knock Out (1991)
- Law and Order: Rites of Passage (1991)
- Black Sabbath: Dehumanizer (1992)
- Loud: Psyche 21 (1992)
- SBB: New Century (2005)
- Julian Mack: Have you no decency (2005)
- Liquid Meat: Beat the Meatles (2006)
- The Shazam: M3TEOR (2009)
- Liquid Meat: Maximum Carnage (2009)
- Big Wood: Big Wood (2012)
- Custard: Infested by Anger (2012)
- Symphonika: In Dreams (2013)
- SBB: Za linią horyzontu (Behind the Line of Horizon) (2016)